# سیارک ۱۹۴۳
سیارک ۱۹۴۳ (به انگلیسی: 1943 Anteros، نامگذاری:1973EC) هزار و نهصد و چهل و سومین سیارک کشف شده‌است که در ۱۳ مارس ۱۹۷۳ کشف شد.
قدر مطلق سیارک برابر ۱۵٫۷۵ است.